# 平山崎
平山崎（たいら やまざき）は、福島県いわき市の大字である。郵便番号は970-0106。

## 地理
いわき市中央部の平地区に属し、地区内東部に位置する。北で平中神谷、平下神谷、東で平荒田目、南で平菅波、西で平南白土、平塩とそれぞれ隣接する。概ね町村制施行以前の磐前郡山崎村の流れを汲む地域であり、二級水系夏井川右岸と南部の丘陵地を範囲とする。内郷御厩町に所在するいわき中央警察署及び平字正内町に所在する平消防署がそれぞれ管轄にあたる。

### 主な字
字
- 山岸
- 明シ内
- 田仲島

- 沼田
- 根木内
- 矢ノ目

- 小才内
- 熊ノ宮
- 馬場

- 小茶円
- 金沢
- 鼠内

## 河川
- 夏井川
- 愛谷江筋

## 歴史
- 1879年1月27日 - 平藩領山崎村が福島県内における郡区町村制の施行により磐前郡の村となる[4]。
- 1889年4月1日 - 町村制の施行により山崎村が菅波村、荒田目村、上大越村、下大越村、藤間村と合併し、磐前郡夏井村が発足する。旧山崎村域は夏井村の大字となる[4]。
- 1896年4月1日 - 磐前郡と周辺郡との合併により石城郡が発足し、石城郡夏井村となる[4]。
- 1954年10月1日 - 夏井村が平市と合併し、平市の大字となる[4]。
- 1966年10月1日 - 平市が磐城市・常磐市・内郷市・勿来市、石城郡小川町・遠野町・四倉町・川前村・田人村・好間村・三和村、双葉郡久之浜町・大久村と合併しいわき市となり、いわき市平地区の大字となる[4]。

## 世帯数と人口
2023年10月31日現在の世帯数と人口は以下の通りである。
| 大字   | 世帯数  | 人口  |
| ------ | ------- | ----- |
| 平山崎 | 160世帯 | 408人 |

## 小・中学校の学区
市立小・中学校に通う場合、学区は以下の通りとなる。
| 番地 | 小学校               | 中学校               |
| ---- | -------------------- | -------------------- |
| 全域 | いわき市立夏井小学校 | いわき市立藤間中学校 |

## 交通

### 道路
- 国道6号常磐バイパス
  - 夏井川橋
- 福島県道229号甲塚古墳線

### バス
新常磐交通路線バス
- （いわき駅方面） - 専称寺前 - 矢の目 - 大国魂神社 - （西原方面）
  - いわき駅～夏井～西原

## 施設
- 磐城夏井郵便局
- 学校法人志賀学園 平第一幼稚園
- 社会福祉法人松涛会 螢保育園
- 浄土宗如来寺
- 浄土宗専称寺
- 水守神社